# Rudesjön (Bredareds socken, Västergötland)
Rudesjön är en sjö i Borås kommun i Västergötland och ingår i Göta älvs huvudavrinningsområde.